# Mickaël Gracia
Pour les articles homonymes, voir Gracia.
Pas d'image ? Cliquez ici

a Compétitions nationales et continentales officielles uniquement.

Dernière mise à jour le 23 août 2015.
Mickaël Gracia, né le 4 avril 1984, est un joueur de rugby à XV français qui a évolué au poste de demi de mêlée au sein de l'effectif du Stade aurillacois toute sa carrière.

## Biographie
- 2005-2015 : Stade aurillacois
- 2015 : Arrêt

## palmarès
- Vainqueur du Championnat de France de rugby à XV de 1re division fédérale 2006-2007